# Гладышев, Анатолий Васильевич
Анатолий Васильевич Гладышев (1947, Рубцовск, Алтайский край — 19 февраля 1984, Москва) — советский мотогонщик.

## Биография
Мотоциклетным спортом начал заниматься в 1965 г. Чемпион мира 1979 и 1981 года в командном зачете, 3-й призер чемпионатов мира (1978 и 1981гг) в личном зачете. Заслуженный мастер спорта СССР.
Погиб во время мотогонок на чемпионате мира в Москве 19 февраля 1984 года.
После смерти Гладышева, в период с 1985 по 1991 год в Иркутске, где он прожил много лет, проводилась ежегодная гонка в его честь.